# Badr al-Molouk
Badr al-Molouk, född 1897, död 1979, var en persisk prinsessa, gift med sin släkting shah Ahmad Shah Mirza (regerade 1909–1925).
Hon gifte sig med sin släkting kronprinsen 1909. Äktenskapet arrangerades av hennes blivande svärmor Malekeh Jahan då hon var  fyra år gammal. Bruden var vid bröllopet 12 år och gick i Teherans enda flickskola. Parets dotter föddes 1915. 
Det sägs att Badr al-Muluk var mycket vacker och Ahmad Shah var mycket förtjust i henne. Han ska en gång ha tagit henne till spegelhallen i Golestanpalatset för att se reflektionen av hennes bild i speglarna för att få se henne reflekterad och därmed få fler av henne. Hon spelade ingen offentlig roll under makens regeringstid, eftersom kungliga kvinnor vid denna tid fortfarande levde isolerade från allmänheten i harem.
Hennes make avsattes 1925. Familjen reste då till Irak, Libanon och slutligen till Frankrike, där de bosatte sig med hennes svärmor. När medlemmar av Qajardynastin tilläts återvände till Iran på 1940-talet, bosatte hon sig i Teheran, där hon levde resten av sitt liv.